# 환도와 리스
《환도와 리스》(Fando y Lis)는 스페인(모로코 태생) 출신의 프랑스 극작가 페르나도 아라발의 작품이다. 이른바 부조리 극의 첨단을 걷는 아라발이 1960년대 후반에 쓴 작품이다. 아라발이 추구하는 작품세계의 부조리는 인간 존재의 철학적 회의(懷疑)가 아니라 유아(幼兒)의 상황이다. 아라발의 작품 속에는 스트린드베리, 카프카, 베케트 등의 영향이 깃들어 있다고 주장하는 사람은 많지만 그가 끊임없이 고집하는 테마 및 그 '세계에 존재하는' 양식은 다른 작가와 전혀 이질적이라는 것을 말하는 이는 적다.  환도와 리스는 매우 사랑하는 연인이다. 환도는 리스를 유모차에 태우고 '따르'란 도시를 찾아가는데 항상 같은 곳을 맴도는 데 그친다. 환도는 다리 불구의 아름다운 리스를 사랑도 하고 학대도 한다. 학대하는 이유는 그녀가 너무 환도에게 의지하기 때문이다.  환도는 리스의 아름다움을 사랑하기 위해, 역시 '따르'를 찾아가는 3인의 방관자에게 리스의 옷을 벗기고 다리를 보여 주려 한다. 그러다가 리스가 엎어지면서 환도의 소북을 찢게 된다. 화가 난 환도는 리스를 마구 때려 리스는 죽는다. 그러나 환도는 리스를 묘지에 묻고도 자기가 한 일에 대해서 깊이 이해하지 못한다는 게 <환도와 리스>의 간략한 줄거리이다. 환도는 성행위에 뿌리박은 충동에 의해서 리스를 죽인 것이다. 왜냐하면 이 경우 살인이란 타인을 소유하기 위한 최종적 수단이며, 자기에 대한 관계를 영구히 고정하려는 원망(願望)이라 할 수 있기 때문이다. 그렇지만 아라발 세계의 일반적 특징은 뭐니뭐니해도 성인사회에 유년시대를 투영시킨다는 점이다. <환도와 리스>에서도 볼 수 있는 바와 같이 그의 작품에서는 심미(審美)가 갑자기 증오·공포로 변한다.  그래서 그의 작품을 공포연극이라고도 부른다. 그의 말을 빌면 공포연극이란 비극과 어릿광대 연극, 시와 속된 것, 사랑과 에로티시즘, 세련된 감정과 악취미, 신성과 모독, 숭고한 것과 더러운 것이 동거하는 연극이라는 것이다.  <환도와 리스>는 1976년에 김정옥(金正鈺) 역, 이윤영(李允榮) 연출로 극단 '자유극장(自由劇場)'에 의해 초연되었다.